# 福田邦三
福田 邦三（ふくだ くにぞう、1896年12月20日 - 1988年10月17日）は日本の生理学者である。旧名川村邦三。東京大学名誉教授、山梨大学名誉教授でもあった。実兄は川村清一と川村多実二。

## 経歴
岡山県津山中学校（旧制）卒業。
東京帝国大学医学部卒、1932年医学博士。論文の題は「蛙の筋が全困憊に至るまでに遊離するエネルギーに就て(英文) 」。名古屋帝国大学教授、戦後東京大学医学部教授、57年定年退官、名誉教授、のち山梨大学教授・学長。

## 著書
- 『実用ラテン文法初歩』克誠堂書店　1927
- 『生物学者・医学者用物理学』橋田邦彦校閲　金原商店　1929
- 『人体生理学の概略』科学書院、1938
- 『人体生理学』南山堂　1949
- 『人類遺伝学概論』村松書店、1949
- 『精神の生理学』文光堂　1949
- 『心理学序説としての精神の生理学』杏林書院　1970
- 『実践保健学概論』杏林書院　1976　実践保健学シリーズ
- 『茶の間の保健学』秋山房雄,飯田澄美子編　杏林書院　1989

## 共編著
- 『生理学小実験』橋田邦彦共著　富倉書店　1926
- 『一般生物学の概略』大川真澄共著　科学書院　1940
- 『生物学者・医学者用物理学』訂5版　出射栄共著　金原商店　1940
- 『一般生物学講義』大川真澄共著　南山堂書店　1948
- 『体育学通論 体育と体力』長島長節共著　大明堂書店　1949
- 『人体の解剖生理学』小川鼎三共著　南山堂　1957
- 『保健衛生辞典』斎藤潔共編　同文書院　1962
- 『日本人の体力 体力の国際比較』編　杏林書院体育の科学社　1968
- 『特殊対象の保健学的支援』飯田澄美子共編著　杏林書院　1976　実践保健学シリーズ
- 『健康危険の回避』杉田チヅ子共編著　杏林書院　1977　実践保健学シリーズ
- 『健康不調者の支援』全3巻 飯田澄美子共編著　杏林書院　1977-79　実践保健学シリーズ
- 『学校保健室の活動』飯田澄美子共編著　杏林書院　1980　実践保健学シリーズ
- 『僻地保健の開拓』飯田澄美子共編著　杏林書院　1987　実践保健学シリーズ